# Orcau
|  | Aquest article és sobre el poble d'aquest nom. Per a l'antic municipi, vegeu Orcau (antic municipi). |

El poble d'Orcau era el cap de l'antic municipi d'Orcau, de la comarca del Pallars Jussà, un dels cinc termes ajuntats el 1970 al d'Isona per tal de formar el nou terme municipal d'Isona i Conca Dellà (els altres foren Benavent de Tremp, Conques, Figuerola d'Orcau i Sant Romà d'Abella).

## Etimologia
Segons Coromines, Orcau és un dels molts topònims preromans que es troben al llarg de tot el Pirineu i Prepirineu. Tot i que hi ha arguments a favor d'emparentar-lo amb una arrel cèltica (la mateixa que dona a Escòcia les illes Òrcades) i al País Valencià el topònim Olocau, Coromines es decanta per l'origen iberobasc, a partir de la combinació de dues arrels que donarien un significat pròxim a "el vessant dels cabirols".

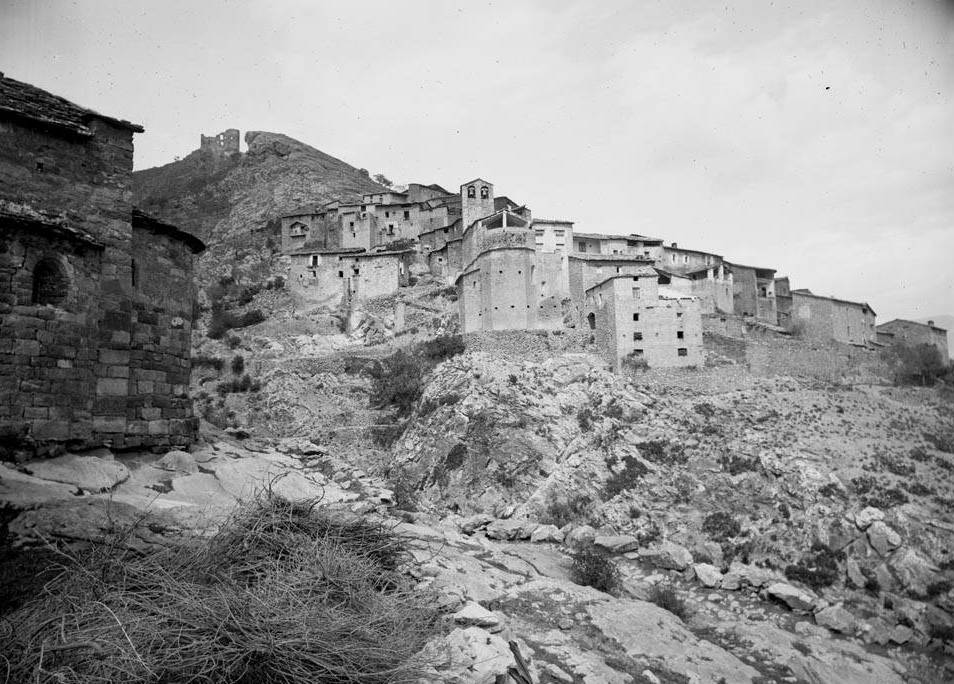
Orcau, a finals del

En efecte, d'una banda hi hauria l'arrel ork- o urk- (cabirol), i de l'altra, -alde (vessant). Amb la conversió de la l en u, la pèrdua de la -e final i la posterior caiguda de la -d (o -t) final (fenòmens d'evolució fonètica habituals en català), s'arribaria a la forma actual, Orcau, amb el pas previ per les formes Orcaud i Orcaut, també documentades.
Les etimologies populars, sense cap mena de base científica, han donat lloc a moltes llegendes arreu de Catalunya. És el cas de la de «l'or cau»: es conta que els senyors d'Orcau volgueren ser generosos amb els seus vassalls, molt flagel·lats per pestes, sequeres i altres malures i, mostrant una gran pietat envers ells, deixaren anar del castell estant grans quantitats de monedes d'or, acumulades en les lluites contra els sarraïns. Quan els vilatans veieren aquella inesperada pluja, començaren a cridar Or cau! Or cau!. D'aquí el nom del poble.
El creador de la llegenda o bé sabia utilitzar a fons la ironia, o era un bona fe que no tenia ni idea de com procedien els senyors feudals amb els seus vassalls...

## El poble
Orcau és la principal entitat de població, des del punt de vista històric, d'aquest antic terme, sobretot pel fet que el Castell d'Orcau, seu de la baronia homònima era l'origen del poble, i el coronava des de dalt del turó que domina el poble i gairebé tot el seu antic territori. Orcau havia tingut el veïnat de les Eres de Sant Joan, a l'altra banda del torrent del Carant, davant mateix del poble. Està despoblat, i les cases, en ruïnes.
El poble d'Orcau està esglaonat en el vessant de migdia del turó damunt del qual es troba el Castell d'Orcau, a 753 m. alt. Actualment està quasi del tot despoblat, però el fet que tingui en el seu nucli dues esglésies, a part de la del castell, ens indica clarament la importància que tingué en altres temps.
L'església parroquial és dedicada a Santa Maria. Es tracta d'una església potser d'estil gòtic, amb absis poligonal, sobrealçat, que conserva un sagrari amb pintures tardo renaixentistes (finals del segle xvi) d'una gran qualitat.
A ponent del poble, a l'antic raval de les Eres de Sant Joan, actualment despoblat i en ruïnes, hi ha l'església romànica de Sant Joan Baptista d'Orcau. Va ser restaurada cap al 1980, i s'hi ha restablert el culte. S'hi celebra, amb un aplec, la festa de Sant Joan.

## Història

### Edat antiga
Segons alguns autors, Salàs de Pallars és de les poblacions pallareses amb restes arquitectòniques o arqueològiques de palesen el seu poblament en temps de la colonització romana.

### Edat mitjana

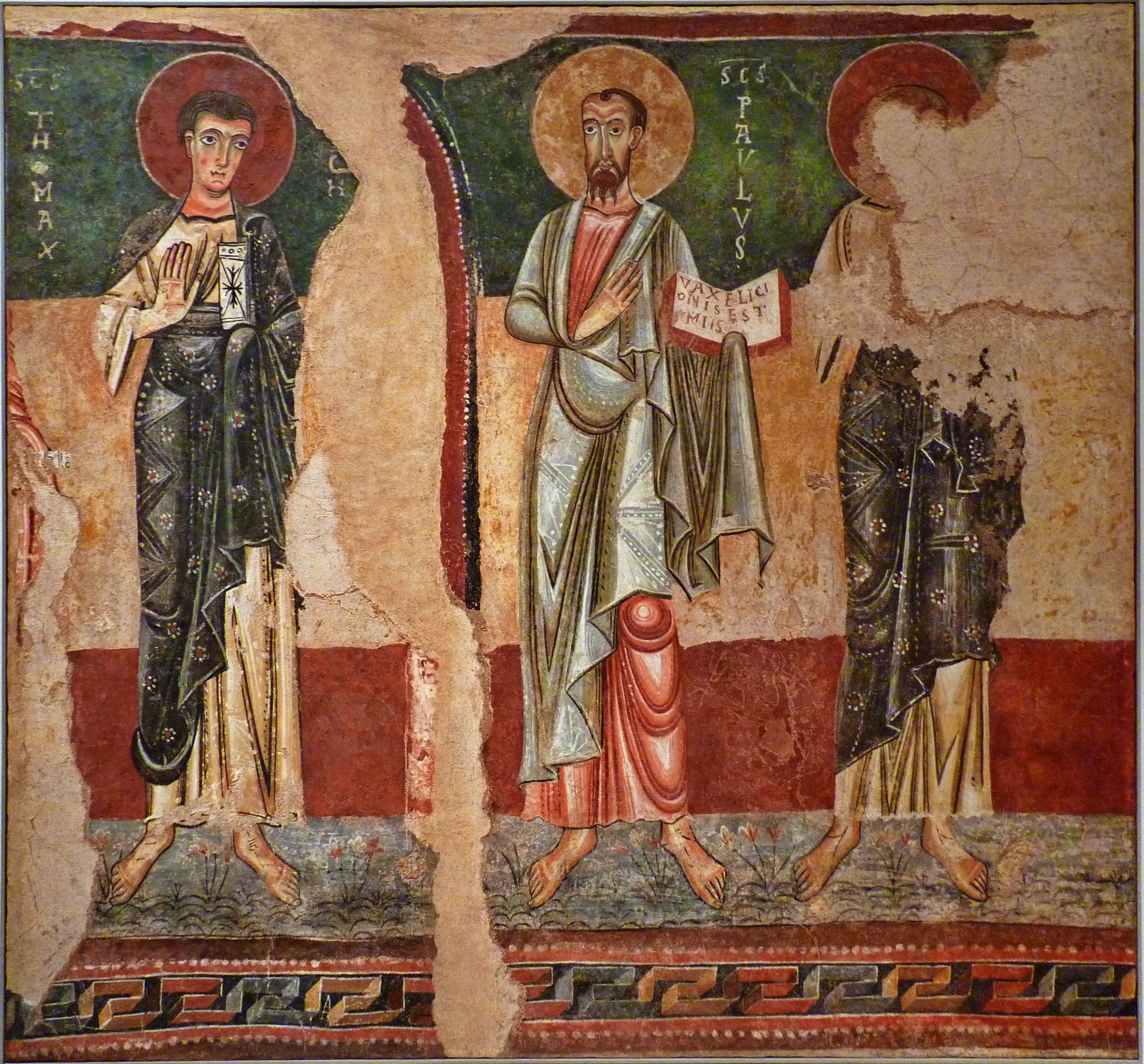
Apòstols d'Orcau, de l'absis de l'antiga església de Santa Maria del castell d'Orcau, actualment conservats al MNAC.

El castell d'Orcau és l'origen del poble, a redós del qual es va formar molt poc temps després que el mateix castell.
El 1359 consten a Orcau 17 focs (unes 85 persones). El 1831, 80 habitants; 154 el 1845; vers 1900, 108 edificis amb 180 habitants al poble, i 11 edificis a les Eres de Sant Joan; 45 persones el 1970, i 18 el 1970. Actualment hi ha 19 persones censades a Orcau.

### Edat contemporània
Poc abans del 1845 visitaren Orcau els col·laboradors de Pascual Madoz, o ell mateix. Aquest geògraf fa un informe d'Orcau en el seu Diccionario geográfico...: diu que es compon dels pobles de Montesquiu, Puig de l'Anell, Galliner i Basturs, tot i que en altres articles es diu que els tres primers pobles formaven conjuntament un municipi, i Basturs tenia el seu de propi. És probable que les lleis que limitaven el nombre d'habitants per poder tenir ajuntament independent s'apliquessin durant el temps de redacció de l'obra de Madoz, i per això hi aparegui informació contradictòria.
També diu que el turó del castell no és prou per arrecerar el poble, que és batut per tots els vents. Té 35 cases, diversos carrers costeruts, una plaça petita a la part baixa del poble, casa de la vila, on abans vivia el vicari, escola de primeres lletres compartida amb Montesquiu i església. Parla també de les ruïnes del castell, que conserva només dempeus la capella de la Pietat, i la important masia del Caçador. Tenia en aquell moment 15 veïns (caps de família) i 154 ànimes (habitants).
A la Guerra Civil, Orcau fou molt castigat. El castell fou seu d'un niu de metralladores franquista que, pel seu poder i situació estratègica, fou diverses vegades atacat pels republicans en intents de desballestar aquella posició, que els era tan desfavorable. Això feu que en els bombardeigs i a causa dels seus estralls, els anys posteriors a la Guerra Civil anessin caient parts del castell, entre els quals l'església de la Pietat, esfondrada el 1962.

## Festes i tradicions
Se celebra la Festa Major el dia de la Mare de Déu dels Àngels (2 d'agost), portant-la actualment al cap de setmana més proper. Malgrat els pocs habitants de l'Orcau actual, la Festa Major és lluïda, com la major part de les de la comarca, i s'hi retroba el jovent de tota la comarca i els orcauencs d'origen, sigui quin sigui el lloc on viuen actualment.
També se celebraven les festes de Sant Josep i de Sant Antoni de Pàdua, aquesta com a vot del poble, promès en èpoques llunyanes per tal de lliurar-se d'alguna pesta.
Orcau va donar un dels acordionistes més coneguts al llarg del segle xx: Antoni Cibat i Roca, Pere d'Orcau (1903-1986). La seva figura anant a peu, els primers anys, d'un poble a l'altre amb l'acordió penjat de l'espatlla amb un mocader de fer farcell era habitual quan s'acostava l'època de les festes populars.

## Serveis turístics
No hi ha cap mena d'oferta turística, a Orcau. Tanmateix, la proximitat de Figuerola d'Orcau permet disposar d'un restaurant i un bar, en aquella vila, relativament a prop. Isona, Tremp i Vilamitjana tampoc no queden gaire lluny, i en aquells indrets sí que hi ha alguna mena de servei turístic.

## Comunicacions
El poble d'Orcau està comunicat amb la resta de la comarca per la carretera LV-5112 (Figuerola d'Orcau - Orcau), que en 4,5 quilòmetres mena al poble.
Disposa també d'algunes pistes rurals en bon estat, transitables la major part de l'any, que l'uneixen amb Basturs, i, a través del Coll d'Orcau i la vall de Montesquiu, amb Tremp i Aramunt (i, per tant, amb la Conca de Dalt) i la Pobla de Segur.
No hi ha cap mena de transport públic des d'Orcau, llevat del transport escolar organitzat pel Consell Comarcal. Sí que hi ha, però, a partir de Figuerola d'Orcau, línies regulars de transport cap a Tremp i cap a Artesa de Segre i Barcelona.